# Episodi di Death Valley Days (nona stagione)
La nona stagione della serie televisiva Death Valley Days è stata trasmessa in anteprima negli Stati Uniti d'America in syndication tra il 24 settembre 1960 e il 12 aprile 1961.
| nº | Titolo originale          | Titolo italiano | Prima TV USA      | Prima TV Italia |
| -- | ------------------------- | --------------- | ----------------- | --------------- |
| 1  | Pamela's Oxen             |                 | 24 settembre 1960 |                 |
| 2  | Splinter Station          |                 | 25 settembre 1960 |                 |
| 3  | Queen of the High-Graders |                 | 2 ottobre 1960    |                 |
| 4  | Devil's Bar               |                 | 3 ottobre 1960    |                 |
| 5  | Learnin' at Dirty Devil   |                 | 24 ottobre 1960   |                 |
| 6  | Yankee Confederate        |                 | 24 ottobre 1960   |                 |
| 7  | The Gentle Sword          |                 | 7 novembre 1960   |                 |
| 8  | Extra Guns                |                 | 20 novembre 1960  |                 |
| 9  | The White Healer          |                 | 21 novembre 1960  |                 |
| 10 | The Wind at Your Back     |                 | 5 dicembre 1960   |                 |
| 11 | 3-7-77                    |                 | 14 dicembre 1960  |                 |
| 12 | A Girl Named Virginia     |                 | 18 dicembre 1960  |                 |
| 13 | City of Widows            |                 | 19 dicembre 1960  |                 |
| 14 | The Young Gun             |                 | 27 dicembre 1960  |                 |
| 15 | The Lady Was an M.D.      |                 | 1º gennaio 1961   |                 |
| 16 | The Salt War              |                 | 15 gennaio 1961   |                 |
| 17 | The Madstone              |                 | 18 gennaio 1961   |                 |
| 18 | Deadline at Austin        |                 | 29 gennaio 1961   |                 |
| 19 | South of Horror Flats     |                 | 31 gennaio 1961   |                 |
| 20 | Gamble with Death         |                 | 10 febbraio 1961  |                 |
| 21 | White Gold                |                 | 15 febbraio 1961  |                 |
| 22 | Dead Man's Tale           |                 | 26 febbraio 1961  |                 |
| 23 | Who's Fer Divide?         |                 | 1º marzo 1961     |                 |
| 24 | Dangerous Crossing        |                 | 12 marzo 1961     |                 |
| 25 | Death Ride                |                 | 15 marzo 1961     |                 |
| 26 | Loophole                  |                 | 25 marzo 1961     |                 |
| 27 | The Red Petticoat         |                 | 29 marzo 1961     |                 |
| 28 | The Stolen City           |                 | 9 aprile 1961     |                 |
| 29 | General Without a Cause   |                 | 12 aprile 1961    |                 |
| 30 | The Deserters             |                 | 6 novembre 1960   |                 |